# Liège-Bastogne-Liège 2009

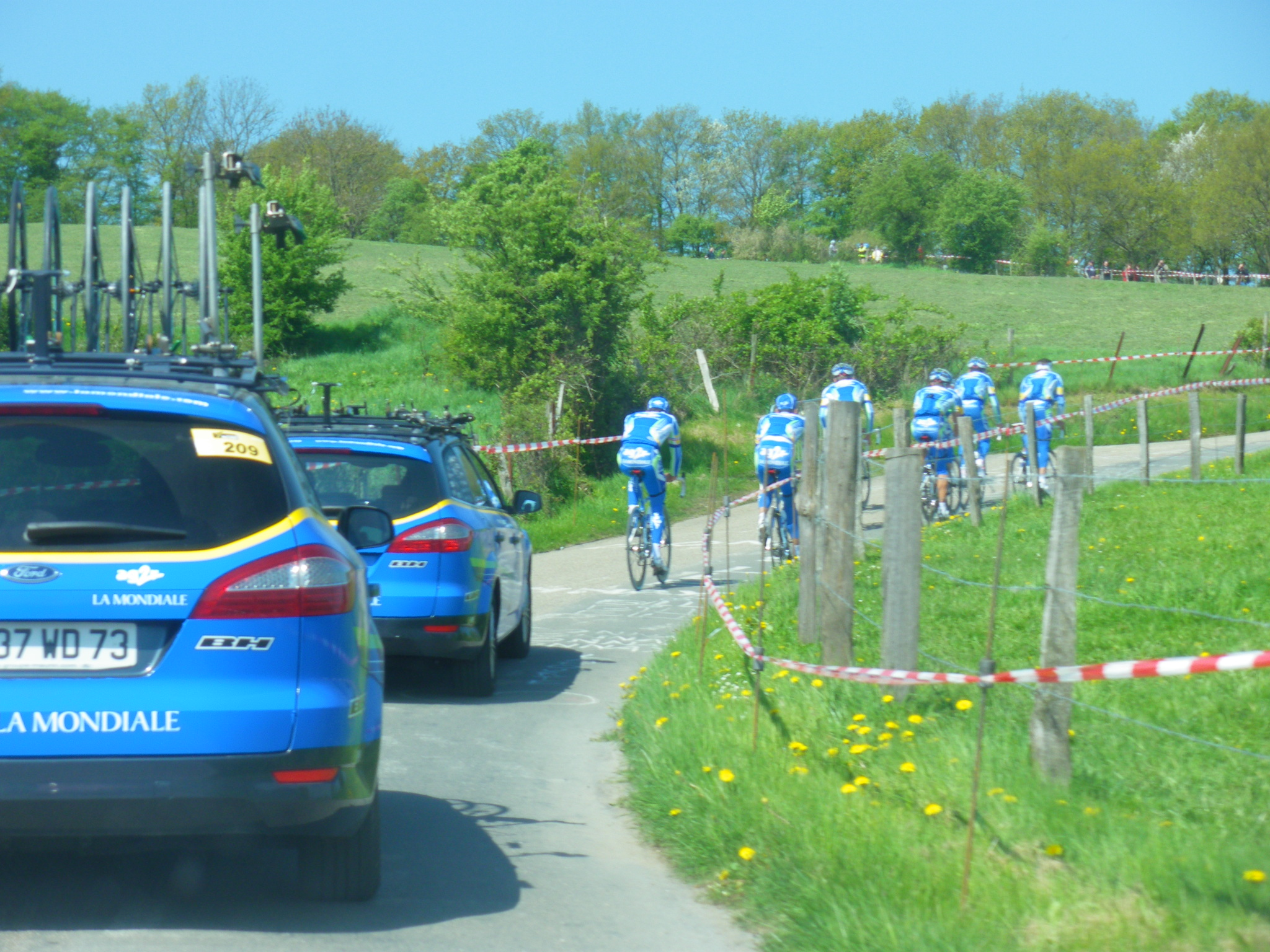
Entraînement de l'équipe AG2R La Mondiale dans la Côte de La Redoute le 24 avril 2009

La 95e édition de Liège-Bastogne-Liège a eu lieu le dimanche 26 avril 2009, entre Liège et Ans, sur une distance de 261 kilomètres. Elle a été remportée par le Luxembourgeois Andy Schleck.
Liège-Bastogne-Liège est la dernière des trois courses ardennaises, après l'Amstel Gold Race et la Flèche wallonne. La course était la onzième épreuve du Calendrier mondial UCI 2009.

## Parcours et côtes
- km 57,5 : Côte de Ny - 1,8 km de montée à 5,7 %
- km 82,0 : Côte de la Roche-en-Ardenne - 2,8 km de montée à 4,9 %
- km 128,0 : Côte de Saint Roch - 0,8 km de montée à 12 %
- km 172,0 : Côte de Wanne - 2,7 km de montée à 7 %
- km 178,5 : Côte de Stockeu - 1,1 km de montée à 10,5 %
- km 184,0 : Côte de la Haute-Levée - 3,4 km de montée à 6 %
- km 196,5 : Côte du Rosier - 4,0 km de montée à 5,9 %
- km 209,0 : Côte de la Vecquée - 3,1 km de montée à 5,9 %
- km 226,5 : Côte de La Redoute - 2,1 km de montée à 8,4 %
- km 241,5 : Côte de la Roche-aux-faucons - 1,5 km de montée à 9,9 % (4,4km à 4,1 % en comptant les deux parties)[1]
- km 255,5 : Côte de Saint-Nicolas - 1,0 km de montée à 11,1 %

## Récit de la course

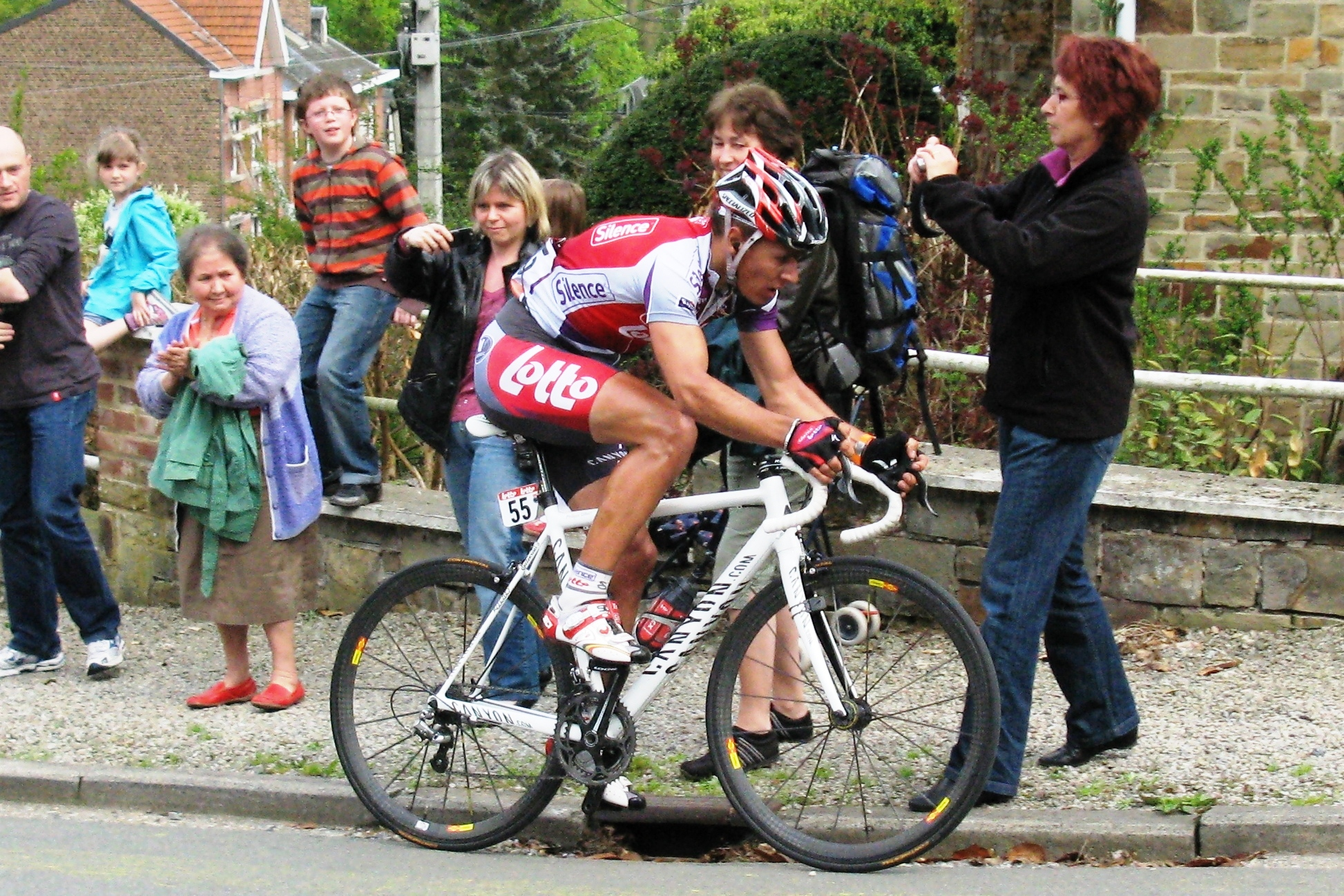
Philippe Gilbert dans la celebre cote de la roche aux faucons

Malgré quelques tentatives d'échapées, le peloton reste groupé jusqu’à l’attaque de Cyril Gautier (BBox Bouygues Telecom), Marcel Wyss (Cervélo TestTeam) et Nico Sijmens (Cofidis) dans la côte de Ny. Les trois hommes passent au sommet avec 25 s d’avance sur le peloton. À l’approche de la côte de la Roche-en-Ardenne, Hubert Dupont (AG2R La Mondiale) sort du peloton. Au sommet, les hommes de têtes ont 50 s d'avance sur Dupont et 1 min 50 s sur le peloton. Dupont rejoint les échappés à la sortie de la côte de la Roche-en-Ardenne.
Au sommet de la Côte de Saint-Roch, Gautier devance Wyss et Dupont alors que le peloton pointe désormais 9 min. L’avantage des hommes de tête augmentent régulièrement pour atteindre jusqu'à 11 min 10 s, au pied de la Côte de Wanne. Le peloton va alors commencer à réagir. Au sommet, Gautier bascule devant Wyss et Dupont avec 7 min 15 s d’avance sur le peloton. L’écart va alors chuter : de 5 min 50 s au sommet de la côte de Stockeu, il passe à 4 min 40 s au passage de la Haute Levée. Le peloton n'a d'ailleurs plus que 4 min de retard au col du Rosier. En tête, les échappés font ce qu'ils peuvent pour éviter le retour du peloton. Mais le peloton, emmené par les Rabobank et les Caisse d'Épargne, n'a plus que 1 min 30 s de retard au passage de la côte de la Vecquée, où Gautier passe en tête devant Dupont et Wyss.
Sorensen (Saxo Bank) sort alors du peloton avant un regroupement général au pied de la Côte de La Redoute. Malgré plusieurs petites attaques, c’est finalement Philippe Gilbert (Silence-Lotto) qui fait seul la différence. À 25 kilomètres de l’arrivée, il compte 25 s d’avance sur le groupe de favoris. Mais, dans l’ascension de la côte de la Roche-aux-faucons, Andy Schleck (Saxo Bank) rejoint Gilbert avant de le distancer. Derrière, aucun ne parvient à s'échapper.
À 15 kilomètres de l’arrivée, les favoris déclarés de la course réagissent enfin. Un groupe de 21 coureurs, comprenant notamment Alejandro Valverde (Caisse d'Épargne), Davide Rebellin (Serramenti PVC Diquigiovanni), Damiano Cunego (Lampre-NGC), Cadel Evans (Silence-Lotto) et Robert Gesink (Rabobank), se rapproche. Joaquim Rodríguez (Caisse d'Épargne) parvient à s’extirper de ce groupe mais en tête, Andy Schleck continue de creuser l’écart. Il aborde la côte de Saint Nicolas avec 1 min d’avance sur ses poursuivants et il s’impose finalement en solitaire et devance Rodriguez de 1 min 17 s. Rebellin règle le sprint du peloton, à 1 min 24 s.

## Classement final
| \| 1. \| Andy Schleck \| Luxembourg \| Saxo Bank \| en \| 6 h 34 min 32 s \| \| 2. \| Joaquim Rodríguez \| Espagne \| Caisse d'épargne \| à \| 1 min 17 s \| \| 3. \| Davide Rebellin \| Italie \| Serramenti PVC Diquigiovanni \| à \| 1 min 24 s \| \| 4. \| Philippe Gilbert \| Belgique \| Silence-Lotto \| \| 1 min 24 s \| \| 5. \| Sergueï Ivanov \| Russie \| Katusha \| \| 1 min 24 s \| \| 6. \| Simon Gerrans \| Australie \| Cervélo Test Team \| \| 1 min 24 s \| \| 7. \| Damiano Cunego \| Italie \| Lampre-NGC \| \| 1 min 24 s \| \| 8. \| Benoît Vaugrenard \| France \| La Française des jeux \| \| 1 min 24 s \| \| 9. \| Alexandr Kolobnev \| Russie \| Saxo Bank \| \| 1 min 24 s \| \| 10. \| Samuel Sánchez \| Espagne \| Euskaltel-Euskadi \| \| 1 min 24 s \| |                   |            |                              |    |                 |
| 1. | Andy Schleck      | Luxembourg | Saxo Bank                    | en | 6 h 34 min 32 s |
| 2. | Joaquim Rodríguez | Espagne    | Caisse d'épargne             | à  | 1 min 17 s      |
| 3. | Davide Rebellin   | Italie     | Serramenti PVC Diquigiovanni | à  | 1 min 24 s      |
| 4. | Philippe Gilbert  | Belgique   | Silence-Lotto                |    | 1 min 24 s      |
| 5. | Sergueï Ivanov    | Russie     | Katusha                      |    | 1 min 24 s      |
| 6. | Simon Gerrans     | Australie  | Cervélo Test Team            |    | 1 min 24 s      |
| 7. | Damiano Cunego    | Italie     | Lampre-NGC                   |    | 1 min 24 s      |
| 8. | Benoît Vaugrenard | France     | La Française des jeux        |    | 1 min 24 s      |
| 9. | Alexandr Kolobnev | Russie     | Saxo Bank                    |    | 1 min 24 s      |
| 10. | Samuel Sánchez    | Espagne    | Euskaltel-Euskadi            |    | 1 min 24 s      |

### Prix des monts
|   | Cycliste      | Équipe                | Points |
| - | ------------- | --------------------- | ------ |
| 1 | Cyril Gautier | BBox Bouygues Telecom | 32     |
| 2 | Marcel Wyss   | Cervélo TestTeam      | 16     |
| 3 | Hubert Dupont | AG2R La Mondiale      | 8      |